# イワン・マイスキー

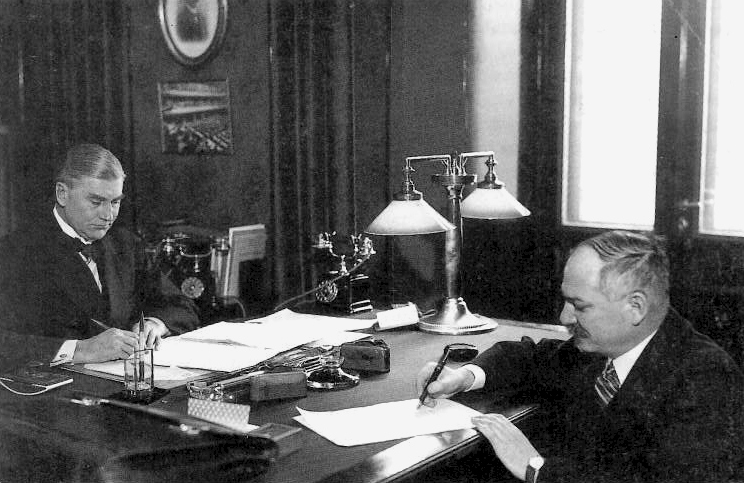
フィンランド外相ユリエ＝コスキネン（左）とともにソ連・フィンランド不可侵条約締結に臨むマイスキー（1932年）

イワン・ミハイロヴィッチ・マイスキー（Иван Михайлович Майский, ラテン文字転写：Ivan Mikhailovich Maiskii, 1884年 - 1975年）は、ソビエト連邦の外交官、歴史家、政治家である。大使に相当する駐フィンランド全権代表、駐英大使を経て外務人民委員代理（外務次官）を歴任した。また大使級ではないが、1927年から1929年まで日本に対する顧問を務めている。

## 経歴
1884年ノヴゴロド県に生まれる。本名はヤン・ラコヴィエチキ (Jan Lachowiecki)。生家はポーランド系で、父は農民出身の軍医である。15歳で社会主義思想に目覚め革命運動に参加するようになり、オムスクの中学校で社会民主主義思想のサークルを組織した。1901年サンクトペテルブルク大学歴史・哲学部に入学するが、学生運動に参加したことの責任を問われて退学を余儀なくされ、オムスクに追放された。1902年（1903年説もあり）ロシア社会民主労働党に入党する。第2回ロンドン党大会以降、党はボリシェヴィキとメンシェヴィキに分裂したが、マイスキーは両派の間を揺れ動いた。その後、社会民主労働党サマーラ委員会、サラトフ委員会を経て、1905年12月モスクワ武装蜂起を支持するゼネストのオルグに参加し、官憲に逮捕されトボリスクに流刑となった。
1908年、ドイツ帝国に亡命し、ミュンヘン大学経済学部に入学した。1912年にロンドンに移り、メンシェヴィキの立場を鮮明にする。また、この時期、英語とフランス語を習得した他、ヨーロッパ諸国における労働運動と社会主義運動の研究に取り組んだ。1914年に第一次世界大戦が起こるとメンシェヴィキは「愛国的祖国防衛派」と「国際派」に分裂したが、マイスキーは後者に属した。1915年ロシアに帰国し、二月革命が起こるとペトログラード・ソビエト及び労働組合に勤務し、組合活動で活躍し、社会民主労働党・メンシェヴィキの中央委員に選出された。
1918年、ロシア内戦が起こるとサマーラに移り、サマーラにおける地方政府の労働担当者となる。これが原因でメンシェヴィキ中央委員会並びに党から除名され、1919年メンシェヴィキとの関係を清算し、1921年正式にロシア共産党（ボリシェヴィキ）に入党を許可された。1922年の社会革命党党員に対する裁判では原告側。
1922年以降外交官として活動するようになり、1929年にソ連駐フィンランド全権代表、1932年駐英全権代表（1941年組織改編により駐英大使に改称）となり、1943年まで務めた。マイスキーは、マクシム・リトヴィノフの親しい協力者として行動した。スペイン内戦では非介入委員会のソビエト代表を務める。1939年第二次世界大戦が勃発し、ソ連はナチス・ドイツと次第に関係が悪化していった。独ソ戦が開始されるにいたり、マイスキーはソ連外務省内で連合国との関係改善の担当責任者となる。1941年には、ヴワディスワフ・シコルスキとシコルスキー・マイスキー協定 (Sikorski-Mayski Agreement) に調印しソ連のラーゲリ（強制労働収容所）数十万人のポーランド人を釈放させた。1943年モスクワに呼び戻され、ソ連外務人民委員代理（外務次官）に任命された。ヤルタ会議とポツダム会議におけるソ連代表団にも参加した。
1945年外務省を退官し、歴史研究に専念するようになった。1946年ソ連科学アカデミー会員となり、モスクワ大学などで教鞭を執る。しかし、1953年逮捕されて、英国大使時代にスパイ活動を行ったとして懲役6年の判決を受けた。1955年釈放される。1968年世界史研究所で研究生活を送り、ドイツの政治と外交に関する著作を著した。
1975年死去。91歳没。